# ستيفانو غاليندو
ستيفانو غاليندو (بالإسبانية: Stefano Magnasco)‏ (28 سبتمبر 1992 بسانتياغو في تشيلي - ) هو لاعب كرة قدم تشيلي في مركز الظهير. لعب مع نادي أونيفرسيداد كاتوليكا ونادي غرونينغن.

## روابط خارجية
- ستيفانو غاليندو على موقع قاعدة بيانات كرة القدم.إي يو (الإنجليزية)
- ستيفانو غاليندو على موقع Soccerway.com (الإنجليزية)
- ستيفانو غاليندو على موقع عالم كرة القدم.نت (الإنجليزية)
- ستيفانو غاليندو على موقع AS.com (الإسبانية)